# Tritymba dasybathra
Tritymba dasybathra is een vlinder uit de familie van de koolmotten (Plutellidae). De wetenschappelijke naam van de soort is voor het eerst geldig gepubliceerd door Lower.